# Osservatorio San Vittore
L'osservatorio San Vittore è stato un osservatorio astronomico privato con sede a Bologna, in Italia, attivo tra il 1969 e il 2004. Situato a 280 metri sul livello del mare era dotato di un telescopio newtoniano da 0,45 metri, con montati in parallelo una camera Schmidt da 25/32/61.5 cm ed un rifrattore di guida da 15 cm f/10. I suddetti strumenti furono costruiti da Ciro Vacchi (1916-1999) e Giorgio Sassi (1918-2009) nell'Officina Ottico-meccanica posta al piano terra dell'osservatorio stesso.
Il Minor Planet Center gli accredita la scoperta di centouno asteroidi, effettuate tra il 1980 e il 2000.

## Asteroidi scoperti
| 2601 Bologna           | 8 dicembre 1980   |
| 3344 Modena            | 15 maggio 1982    |
| 3744 Horn-d'Arturo     | 5 novembre 1983   |
| 3809 Amici             | 26 marzo 1984     |
| 3951 Zichichi          | 13 febbraio 1986  |
| 4062 Schiaparelli      | 28 gennaio 1989   |
| 4063 Euforbo           | 1º febbraio 1989  |
| 4122 Ferrari           | 28 luglio 1986    |
| 4158 Santini           | 28 gennaio 1989   |
| 4279 De Gasparis       | 19 novembre 1982  |
| 4540 Oriani            | 6 novembre 1988   |
| 4542 Mossotti          | 30 gennaio 1989   |
| 4705 Secchi            | 13 febbraio 1988  |
| 4742 Caliumi           | 26 novembre 1986  |
| 6241 Galante           | 4 ottobre 1989    |
| 6598 Modugno           | 13 febbraio 1988  |
| 6640 Falorni           | 24 febbraio 1990  |
| 6746 Zagar             | 9 luglio 1994     |
| 6855 Armellini         | 29 gennaio 1989   |
| 6862 Virgiliomarcon    | 11 aprile 1991    |
| 7491 Linzerag          | 23 settembre 1995 |
| 7516 Kranjc            | 18 giugno 1987    |
| 8006 Tacchini          | 22 agosto 1988    |
| 8081 Leopardi          | 17 febbraio 1988  |
| 8155 Battaglini        | 17 agosto 1988    |
| 8266 Bertelli          | 1º ottobre 1986   |
| 8269 Calandrelli       | 17 agosto 1988    |
| 8421 Montanari         | 2 dicembre 1996   |
| 8472 Tarroni           | 12 ottobre 1983   |
| 10376 Chiarini         | 16 maggio 1996    |
| 10413 Pansecchi        | 29 dicembre 1997  |
| 10579 Diluca           | 20 luglio 1995    |
| 10722 Monari           | 1º ottobre 1986   |
| 11100 Lai              | 22 maggio 1995    |
| 11120 Pancaldi         | 17 agosto 1996    |
| 11122 Eliscolombini    | 13 settembre 1996 |
| 11360 Formigine        | 24 febbraio 1998  |
| 11981 Boncompagni      | 20 ottobre 1995   |
| 12222 Perotto          | 19 novembre 1982  |
| 12407 Riccardi         | 23 settembre 1995 |
| 12579 Ceva             | 5 settembre 1999  |
| 13225 Manfredi         | 29 agosto 1997    |
| 14074 Riccati          | 11 luglio 1996    |
| 14361 Boscovich        | 17 febbraio 1988  |
| 14846 Lampedusa        | 29 gennaio 1989   |
| 15385 Dallolmo         | 25 settembre 1997 |
| 15388 Coelum           | 27 settembre 1997 |
| 16715 Trettenero       | 20 ottobre 1995   |
| 16745 Zappa            | 9 agosto 1996     |
| 16906 Giovannisilva    | 18 febbraio 1998  |
| 16930 Respighi         | 29 marzo 1998     |
| 18462 Riccò            | 26 agosto 1995    |
| 18505 Caravelli        | 9 agosto 1996     |
| 19523 Paolofrisi       | 18 dicembre 1998  |
| 21687 Filopanti        | 11 settembre 1999 |
| 22263 Pignedoli        | 3 settembre 1980  |
| 23685 Toaldo           | 1º maggio 1997    |
| 24939 Chiminello       | 1º maggio 1997    |
| 27150 Annasante        | 16 dicembre 1998  |
| 27341 Fabiomuzzi       | 10 febbraio 2000  |
| 27967 Beppebianchi     | 1º ottobre 1997   |
| 29568 Gobbi-Belcredi   | 25 marzo 1998     |
| 31015 Boccardi         | 16 febbraio 1996  |
| 31028 Cerulli          | 18 aprile 1996    |
| 31134 Zurria           | 27 settembre 1997 |
| 31271 Nallino          | 25 marzo 1998     |
| 31431 Cabibbo          | 21 gennaio 1999   |
| 35324 Orlandi          | 7 marzo 1997      |
| 35325 Claudiaguarnieri | 7 marzo 1997      |
| 35326 Lucastrabla      | 7 marzo 1997      |
| 35346 Ivanoferri       | 1º maggio 1997    |
| 37749 Umbertobonori    | 12 gennaio 1997   |
| 37840 Gramegna         | 20 febbraio 1998  |
| 39854 Gabriopiola      | 20 febbraio 1998  |
| 40447 Lorenzoni        | 11 settembre 1999 |
| 42593 Antoniazzi       | 1º maggio 1997    |
| 43890 Katiaottani      | 31 agosto 1995    |
| 44033 Michez           | 15 febbraio 1998  |
| 48715 Balbinot         | 13 settembre 1996 |
| 49187 Zucchini         | 18 settembre 1998 |
| 49441 Scerbanenco      | 22 dicembre 1998  |
| 52480 Enzomora         | 20 ottobre 1995   |
| 52570 Lauraco          | 1º maggio 1997    |
| 52670 Alby             | 20 febbraio 1998  |
| 55845 Marco            | 13 settembre 1996 |
| 58441 Thomastestoni    | 19 aprile 1996    |
| 65770 Leonardotestoni  | 28 maggio 1995    |
| 65852 Alle             | 7 marzo 1997      |
| 70210 Cesarelombardi   | 11 settembre 1999 |
| 79991 Umbertoleotti    | 19 marzo 1999     |
| 79996 Vittoria         | 23 marzo 1999     |
| 85564 Emilia           | 17 gennaio 1998   |
| 90837 Raoulvalentini   | 18 novembre 1995  |
| 93061 Barbagallo       | 23 settembre 2000 |
| 96263 Lorettacavicchi  | 23 settembre 1995 |
| 118235 Federico        | 7 marzo 1997      |
| (145782) 1998 FE74     | 29 marzo 1998     |
| (164676) 1997 EL7      | 2 marzo 1997      |
| (187805) 1999 RR32     | 8 settembre 1999  |
| (285617) 2000 RC8      | 1 settembre 2000  |